# アダム・スコット
アダム・スコット（Adam Scott, 1980年7月16日 - ）は、オーストラリア・アデレード出身のプロゴルファーである。プロで31勝を挙げており、自己最高ワールドゴルフランキングは1位。
2013年マスターズ・トーナメント優勝。

## 経歴
スコットはオーストラリアの英雄グレグ・ノーマンに憧れてゴルフを始め、ジュニア時代から顕著な成績を数多く出していた。2000年6月、大学を2年で中退してプロゴルファーに転向する。直ちに2001年1月の「アルフレッド・ダンヒル選手権」でヨーロピアンツアーに初優勝を飾り、スコットは大型新人選手のひとりとして注目を集め始めた。1999年後半に19歳で一躍世界トップ選手に躍進したセルヒオ・ガルシアの刺激もあり、当時の若手選手たちが少しでも早い成功を求めていた時代背景もあったが、スコットはその中で着実な成長を続けてゆく。スコットのメジャー大会初出場は2001年の全英オープンであったが、2002年のマスターズに初出場で9位入賞を果たし、メジャー大会への挑戦も軌道に乗せた。2002年は3月の「カタール・マスターズ」と8月の「スコットランドPGA選手権」で欧州ツアーに年間2勝を挙げている。

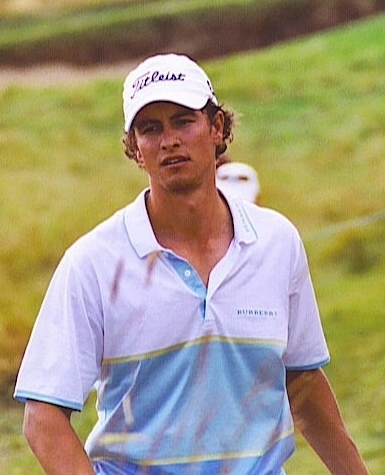
2004年

2003年のシーズンには、7月末の「スカンジナビア・マスターズ」で欧州ツアー4勝目を挙げた後、アメリカPGAツアー大会でも9月初頭の「ドイツ銀行選手権」で第1回大会の優勝者になり、アメリカで初優勝を果たした。この大会は、タイガー・ウッズがホストを務めるトーナメントである。2003年のプレジデンツカップで、23歳のアダム・スコットはオーストラリアの選手として、初めて「国際選抜チーム」の代表選手に選ばれた。2004年からスコットはアメリカツアーに活動の拠点を移し、“第5のメジャー大会”とも呼ばれる3月下旬の「ザ・プレーヤーズ選手権」で初優勝を飾り、世界的な評価をさらに高めた。このトーナメントの会場であるアメリカ・フロリダ州の「プレーヤーズ・クラブ・オブ・ソーグラス」（TPC of Sawgrass）は、アメリカで最も難しいゴルフコースの1つに数えられている。プレーヤーズ選手権の3ヶ月後に「ブーズアレン・クラシック」でも優勝し、この年はアメリカで年間2勝を記録した。
2006年のスコットはメジャー大会でも成績を伸ばし、全英オープンで8位に入った後、全米プロゴルフ選手権でメジャー大会の自己最高成績となる「3位」をマークした。PGAツアーの年間最終戦「PGAツアー選手権」は、年間賞金ランキング30位以内の選手しか出場資格を得られない大会である。スコットは2位のジム・フューリクに3打差をつけ、11 アンダーパー（-11, 269ストローク）で初優勝を飾った。この優勝により、スコットは年間賞金ランキングを3位で終えた。しかし、2008年に車のドアで指を怪我した後に、趣味のサーフィン（ウェイクボード）で選手生命を危ぶまれる程の膝の故障を負い、2009年度は賞金ランキング108位、世界ランキング34位にまで転落した。
2012年の全英オープンでは3日目を終え11アンダーの首位に立ち最終日も14番までは順調であった。しかし、15番から4連続ボギーを叩いてアーニー・エルスにかわされ惜しくも2位となる。
2013年の第77回マスターズでは、72ホール目をともにバーディで終えた43歳アンヘル・カブレラと通算9アンダーで首位に並び、決着は雨中のプレーオフとなった。プレーオフ1ホール目の18番ホールは共にパー。プレーオフ2ホール目の10番ホールでは両者がバーディパットに挑んだが、カブレラの約6mのパットはカップの縁に止まりパーだったのに対し、スコットは約4mのパットを長尺パターで成功させた。長尺パターの使用開始から2年、32歳で自身初のメジャータイトルを奪取して、オーストラリア勢初、長尺パター使用者初のマスターズチャンピオンとなった。
2014年5月19日月曜日発表の世界ゴルフランキングでタイガー・ウッズを抜いて1位となる。この週に開催されたクラウンプラザ招待でジェイソン・ダフナーとのプレイオフを3ホール目に決着させて優勝して、テキサス州で開催される4大会バレロテキサス、シェルヒューストン、HPバイロン・ネルソン、クラウンプラザをすべて制覇していわゆるテキサススラムを達成。
2014年の第79回日本オープンゴルフ選手権競技で日本ツアーに7年ぶりに参戦し、通算4オーバーで38位タイに終わり、この大会での賞金を後進の育成のために全額寄付した。なお、この年に彼はスウェーデン人建築家と結婚しており、この大会が終了したその脚で夫人と京都旅行に向かった。
2016年には2勝を挙げたが、その後はアンカリング禁止の影響もあり不調に陥り、一時世界ランク78位まで順位を下げた。2019年12月にオーストラリアPGA選手権で3年9カ月ぶりの優勝を果たすと、タイガーが主催するジェネシス招待で4年ぶりのPGAツアー優勝。世界ランキングもトップ10にカムバックした。

## 選手としての特徴
同じ年にあたるセルヒオ・ガルシアなどと並び、若手男子プロゴルファーの中で最も顕著な活躍を見せてきた選手のひとりである。2006年10月末にアメリカPGAツアーの年間最終戦「PGAツアー選手権」で初優勝を遂げ、世界ランキングでも3位に躍進した。
早くからタイガー・ウッズに強い憧れを抱き、（以前ウッズのコーチを務めていた）ブッチ・ハーモンに師事していることから「ホワイト・タイガー」（White Tiger）と呼ばれることもある。2013年マスターズにて、自身初、長尺パター使用者として初のメジャータイトルを獲得。2016年にアンカリングが禁止されてからは試行錯誤している。
2013年にユニクロとグローバル・ブランド・アンバサダー契約を締結し、14年から２年連続で日本オープンに出場。

## 交友関係
アーニー・エルス、ジャスティン・ローズとの親交があり、2013年にマスターズでメジャー初優勝のスコットがローズに「次はキミの番だよ」と励まし、ローズは全米オープンでメジャー初優勝を果たした。

## プロ優勝 (31)

### PGAツアー (14)
| Legend                       |
| Major championships (1)      |
| World Golf Championships (2) |
| FedEx Cup playoff event (1)  |
| Other PGA Tour (9)           |

| No. | Date          | Tournament                                             | 優勝スコア      | パー | 2位との差 | 2位(タイ)                                                                          |
| --- | ------------- | ------------------------------------------------------ | --------------- | ---- | --------- | ---------------------------------------------------------------------------------- |
| 1   | 2003年9月1日  | ドイツ銀行選手権                                       | 69-62-67-66=264 | −20  | 4打差     | ロッコ・ミーディエート                                                             |
| 2   | 2004年3月28日 | ザ・プレーヤーズ・チャンピオンシップ                   | 65-72-69-70=276 | −12  | 1打差     | パドレイグ・ハリントン                                                             |
| 3   | 2004年6月27日 | ブーズ・アレン・クラシック                             | 66-62-67-68=263 | −21  | 4打差     | チャールズ・ハウエル3世                                                            |
| -   | 2005年2月21日 | ニッサン・オープン*                                    | 67-66=133       | −9   | Playoff   | チャド・キャンベル                                                                 |
| 4   | 2006年11月5日 | ザ・ツアーチャンピオンシップ                           | 69-67-67-66=269 | −11  | 3打差     | ジム・フューリク                                                                   |
| 5   | 2007年4月1日  | ヒューストン・オープン                                 | 69-71-65-66=271 | −17  | 3打差     | スチュアート・アップルビー, バッバ・ワトソン                                       |
| 6   | 2008年4月27日 | EDSバイロン・ネルソン選手権                            | 68-67-67-71=273 | −7   | Playoff   | ライアン・ムーア                                                                   |
| 7   | 2010年5月16日 | テキサス・オープン                                     | 71-70-66-67=274 | −14  | 1打差     | フレデリック・ヤコブソン                                                           |
| 8   | 2011年8月7日  | WGC-ブリヂストン・インビテーショナル                   | 62-70-66-65=263 | −17  | 4打差     | ルーク・ドナルド, リッキー・ファウラー                                             |
| 9   | 2013年4月14日 | マスターズ・トーナメント                               | 69-72-69-69=279 | −9   | Playoff   | アンヘル・カブレラ                                                                 |
| 10  | 2013年8月25日 | ザ・バークレイズ                                       | 69-66-72-66=273 | −11  | 1打差     | グラハム・デラート, ジャスティン・ローズ, ゲーリー・ウッドランド, タイガー・ウッズ |
| 11  | 2014年5月25日 | クラウンプラザ・インビテーショナル・アット・コロニアル | 71-68-66-66=271 | −9   | Playoff   | ジェイソン・ダフナー                                                               |
| 12  | 2016年2月28日 | ザ・ホンダ・クラシック                                 | 271             | −9   | 1打差     | セルヒオ・ガルシア                                                                 |
| 13  | 2016年3月6日  | WGC-キャデラック選手権                                 | 276             | −12  | 1打差     | バッバ・ワトソン                                                                   |
| 14  | 16 Feb 2020   | ジェネシス・インビテーショナル                         | 72-64-67-70=273 | −11  | 2 strokes | Scott Brown, Matt Kuchar Kang Sung-hoon                                            |

* Note:2005年のニッサン・オープンは天候不良により36ホールに短縮。チャド・キャンベルとのプレーオフ1ホール目で勝利したが、賞金は加算されない。
PGAツアープレーオフ記録 (3–0)
| No. | Year | Tournament                  | 相手                                                                                | 結果                                      |
| --- | ---- | --------------------------- | ----------------------------------------------------------------------------------- | ----------------------------------------- |
| 1   | 2008 | EDSバイロン・ネルソン選手権 | ライアン・ムーア                                                                    | 3ホール目でスコットがバーディーを決め勝利 |
| 2   | 2013 | マスターズ                  | アンヘル・カブレラ                                                                  | 2ホール目でスコットがバーディーを決め勝利 |
| 3   | 2014 | クラウンプラザ招待          | ジェイソン・ダフナー                                                                | 3ホール目でスコットがバーディーを決め勝利 |
| 4   | 2021 | ウィンダム選手権            | ブランデン・グレース, キム・シウー ケビン・キズナー, ケビン・ナ, ロジャー・スローン | 2ホール目でキズナーがバーディーを決め勝利 |

### ヨーロピアンツアー (11)
| Legend                       |
| Major championships (1)      |
| World Golf Championships (2) |
| Other European Tour (8)      |

| No. | Date          | Tournament                             | 優勝スコア      | パー | 2位との差 | 2位(タイ)                                     |
| --- | ------------- | -------------------------------------- | --------------- | ---- | --------- | --------------------------------------------- |
| 1   | 21 Jan 2001   | アルフレッド・ダンヒル選手権1          | 67-66-65-69=267 | −21  | 1打差     | ジャスティン・ローズ                          |
| 2   | 17 Mar 2002   | カタール・マスターズ                   | 67-66-69-67=269 | −19  | 6打差     | ジャン＝フランソワ・レメジー ニック・ドハティ |
| 3   | 25 Aug 2002   | Gleneagles Scottish PGA Championship   | 67-65-67-63=262 | −26  | 10打差    | レイモンド・ラッセル                          |
| 4   | 3 Aug 2003    | Scandic Carlsberg Scandinavian Masters | 70-71-67-69=277 | −11  | 2打差     | ニック・ドハティ                              |
| 5   | 24 Apr 2005   | ジョニー・ウォーカー・クラシック2      | 63-66-69-72=270 | −18  | 3打差     | レティーフ・グーセン                          |
| 6   | 27 Jan 2008   | Commercialbank Qatar Masters           | 69-73-65-61=268 | −20  | 3打差     | ヘンリク・ステンソン                          |
| 7   | 14 Nov 2010   | Barclays Singapore Open3               | 65-65-69-68=267 | −17  | 3打差     | アンダース・ハンセン                          |
| 8   | 2011年8月7日  | WGC-ブリヂストン・インビテーショナル   | 62-70-66-65=263 | −17  | 4打差     | ルーク・ドナルド, リッキー・ファウラー        |
| 9   | 2013年4月14日 | マスターズ・トーナメント               | 69-72-69-69=279 | −9   | Playoff   | アンヘル・カブレラ                            |
| 10  | 6 Mar 2016    | キャデラック選手権                     | 68-66-73-69=276 | −12  | 1 stroke  | Bubba Watson                                  |
| 11  | 22 Dec 2019   | オーストラリアPGA選手権4               | 70-67-69-69=275 | −13  | 2 strokes | マイケル・ヘンドリー                          |

1サンシャインツアーとの共催

2アジアン、豪ツアー共催

3アジアンツアー共催

4豪ツアー共催

### アジアンツアー (4)
| No. | Date        | Tournament                        | 優勝スコア      | パー | 2位との差 | 2位(タイ)            |
| --- | ----------- | --------------------------------- | --------------- | ---- | --------- | -------------------- |
| 1   | 24 Apr 2005 | ジョニー・ウォーカー・クラシック1 | 63-66-69-72=270 | −18  | 3打差     | レティーフ・グーセン |
| 2   | 11 Sep 2005 | シンガポール・オープン            | 70-69-67-65=271 | −13  | 7打差     | リー・ウエストウッド |
| 3   | 11 Sep 2006 | シンガポール・オープン*           | 70-69-66=205    | −8   | Playoff   | アーニー・エルス     |
| 4   | 14 Nov 2010 | Barclays Singapore Open2          | 65-65-69-68=267 | −17  | 3打差     | アンダース・ハンセン |

* Note: 2006年のシンガポールオープンは天候不良で54ホールに短縮。3ホールのプレーオフの末2打差でエルスを下した。
1欧州・豪ツアーとの共催

2欧州ツアーとの共催

### サンシャインツアー (1)
| No. | Date        | Tournament                    | 優勝スコア      | パー | 2位との差 | 2位                  |
| --- | ----------- | ----------------------------- | --------------- | ---- | --------- | -------------------- |
| 1   | 21 Jan 2001 | アルフレッド・ダンヒル選手権1 | 67-66-65-69=267 | −21  | 1打差     | ジャスティン・ローズ |

1欧州ツアーとの共催

### 豪PGAツアー (5)
| No. | Date        | Tournament                        | 優勝スコア      | パー | 2位との差 | 2位（タイ）                                                      |
| --- | ----------- | --------------------------------- | --------------- | ---- | --------- | ---------------------------------------------------------------- |
| 1   | 24 Apr 2005 | ジョニー・ウォーカー・クラシック1 | 63-66-69-72=270 | −18  | 3打差     | レティーフ・グーセン                                             |
| 2   | 6 Dec 2009  | オーストラリアン・オープン        | 68-66-67-72=273 | −15  | 5打差     | スチュアート・アップルビー                                       |
| 3   | 18 Nov 2012 | タリスカー・マスターズ            | 67-70-67-67=271 | −17  | 4打差     | イアン・ポールター                                               |
| 4   | 10 Nov 2013 | 全豪プロ選手権                    | 65-67-71-67=270 | −14  | 4打差     | リッキー・ファウラー, キャメロン・ペイシー, ジャック・ウィルソン |
| 5   | 17 Nov 2013 | タリスカー・マスターズ            | 67-66-66-71=270 | −14  | 2打差     | マット・クーチャー                                               |

1欧州・豪ツアーとの共催

### その他優勝 (2)
- 2013 (2) PGAグランドスラム・オブ・ゴルフ (非公式), ISPS Handa World Cup of Golf (団体、ジェイソン・デイとともに)